# Euclidia
Euclidia é um gênero de traça pertencente à família Arctiidae.